# Баженов, Павел Васильевич
 Павел Васильевич Баженов  (1788— 24 февраля 1819) — военный инженер и писатель, преподаватель фортификации начала XIX века.

## Биография
По окончании курса в московском университете, в 1797 году, поступил кондуктором в Инженерный корпус, и, почти с первых дней службы, принял участие в крупных сооружениях того времени.
В период 1800—1806 гг. он является деятелем при завершении постройки кронверка Петропавловской крепости, при сооружении в Риге на Двине дамбы и устройстве пристани в Динамюнде.
В 1808 и 1809 гг., во время войны со Швецией, он находился при армии и участвовал в блокаде Швартгольма и осаде Свеаборга, а также при работах по улучшению оборонительного состояния Тверемюнде и Гангеуда.
После войны на Баженова было возложено преподавание инженерного искусства в кондукторской школе в Петербурге, где он и оставался до последних дней жизни.
За время своего пребывания в школе Баженов издал ряд полезных руководств, как собственного сочинения, так и переводных: «Искусство дефирмирования, или Краткое руководство, как располагать укрепления в гористых местах». СПб. 1811 г., с рисунками. — Полный курс фортификации, или науки укрепления городов", часть 1-я: «О строении крепостей и укреплении городов», соч. Сент-Поля, перев. Карбониер, исправл. Баженовым. СПб. 1813 г., с чертежами. — «Полевая фортификация, для употребления в школах инженерного корпуса, по образцу французского автора Ге-де-Вернона», СПб. 1815 г. — «Общий опыт фортификации, или науки военного укрепления с атакою и обороною крепостей, в которой обе сии науки объяснены одна другою, для употребления всех военных людей», соч. Бусмара, пер. Христиани и Баженов. 2 ч. СПб. 1818—1820 гг., с 35 чертежами. — «О блиндажах», с франц. СПб. 1818 г., с 4 чертежами.
Павел Васильевич Баженов умер 24 февраля 1819 года. Похоронен на Волковом кладбище Санкт-Петербурга.